# Balassa Ferenc (grafikus)
Ásványi Balassa Ferenc Szerafin Mihály (Pozsony, 1794. szeptember 2. – Bécs, 1860. február 3.) grafikus, festőművész.

## Élete
Szülei Balassa János és Erzsébet voltak. Siketnéma volt.
A Siketnéma Intézetben, Vácott kezdett festészettel foglalkozni, majd Bécsben, Münchenben és Rómában is továbbképezte magát.
Történelmi témákat, jeleneteket, portrékat és tájképeket festett.

## Művei
- Önarckép (festmény), Nemzeti Galéria
- Szüret Nápoly mellett
- 1843 Corvin Mátyás halála